# Roys
Roys(ロイス)は、日本の女性2人組コーラスグループ。所属事務所はトライストーン・エンタテイメント。レコードレーベルはユニバーサルJ。

## 概要
舞台経験のあるSayuri、モデルそしてシンガーとして活動しているArin、ミュージカルの世界を目指していたRisa。経歴も個性も全く異なるシンガーソングライターの3人組とも言える。メンバー全員が作詞・作曲を手掛け、ボーカル能力と音楽性を兼ね備え、その声量と個性で高度なハーモニーを奏でる。Sayuriの日本人離れしたパフォーマンス、Arinの透明感のある柔らかい歌声、Risaの上限の見えないハイトーンボイス、ソロパートではそれぞれの歌の個性が発揮され、ハーモニーでは声質の違いを活かした緻密なコーラス技術が聴きどころである。「Roys」のハーモニーは「声の3原色」とも言える3色の歌声が混ざり合い全く新しい世界を作りだしている。それぞれの声を活かしながら、ジャンルにとらわれることなく、様々な楽曲を制作。さらにメンバーそれぞれがソングライティングを行っており、その三者三様のサウンド感が融合し、独自のハーモニー・世界感を展開している。
2019年4月15日にArinが脱退を発表。

## メンバー
- Sayuri（1991年5月31日 - ）
  - 出身地：ブラジル
  - 趣味：美術館巡り
  - 特技：絵、バレーボール
- Risa（1996年11月17日 - ）
  - 本名：松崎莉沙 (まつざき りさ)
  - 出身地：滋賀県
  - 身長：160cm
  - 趣味：音楽鑑賞、ディズニー、ショッピング
  - 特技：バレエ

## 旧メンバー
- Arin（1993年2月7日 - ）
  - 出身地：大分県 ・趣味： 読書、料理・特技： バレエ

2019年4月15日脱退。

## 作品

### デジタル配信
| # | リリース日    | タイトル      | レーベル      | 備考                                                 |
| - | ------------- | ------------- | ------------- | ---------------------------------------------------- |
| 1 | 2017年9月13日 | Can't you say | ユニバーサルJ | アニメ『恋と嘘』エンディングテーマ iTunes最高順位8位 |
| 2 | 2018年3月14日 | I'll be there | ユニバーサルJ | アニメ『SPIRITPACT -黄泉の契り-』エンディングテーマ  |

### シングル
| # | リリース日    | タイトル      | レーベル      | 品番      |
| - | ------------- | ------------- | ------------- | --------- |
| 1 | 2018年5月16日 | I'll be there | ユニバーサルJ | UPCH-5940 |

## ライブ
- 2017年
  - 5月17日 - 渋谷eggman「Girl's UP!!! vol.198」
  - 6月21日 - 渋谷RUIDO K2「Women Always Win In The End vol.2」
  - 7月6日 - 音霊OTODAMA SEA STUDIO
  - >8月5日 - 青山RizM
  - 8月23日 - 青山RizM「nfinitude sound theater vol.2」
  - 9月27日 - 渋谷eggman「NEW NOISE! Autumn session 2017」
  - 11月15日 - 渋谷eggman「eggman Folks vol.2」
  - 12月5日 - 渋谷RUIDO K2「WINTER AGAIN」
  - 12月11日 - 渋谷クラブクワトロ「SAYONARA 2017」
- 2018年
  - 5月15日 - 初のワンマンライブRoys LIVE「I'll be there」（TSUTAYA O-nest）
  - 7月21日 - 渋谷eggman「FUNKY EGG!!!」
  - 9月22日〜24日 - 初の海外パフォーマンス「ACGN上海 We can talk big」
  - 12月5日 - 渋谷eggman「ちゅぱフェス!!」
- 2019年
  - 1月24日 - duo MUSIC EXCHANGE「Girls pops impact」

## 出演

### イベント
- 2017年12月9日 - 「TGC HIROSHIMA2017 by TOKYO GIRLS COLLECTION」オープニングアクト（広島グリーンアリーナ）
- 2018年6月5日 - 「NACK5 30th　ANNIVERSARY THANKS LIVE!!!ラジオのファンタジーパンツ！」

### ラジオ
- 2018年
  - 6月3日 - 「カメレオンパーティー」（FM NACK5）
  - 7月25日 - 「CATCH OF SUMMER」公開生放送・ミニライブ（Fm yokohama）
  - 7月26日 - 「Chuning Candy Tune Up Party!!」（ラジオ日本）
  - 7月31日 - 「ラジオのアナ〜ラジアナ」（FM NACK5）

### テレビ
- 2017年12月18日 - 「アニステ」（TOKYO MX他）
- 2018年
  - 1月2日 - 「第五回歌唱王 みどころ」エキシビションステージ（日本テレビ他）
  - 5月7日 - 「プレミアMelodiX!」（テレビ東京他）
  - 5月22日 - 「ライブB♪」（TBSテレビ）
  - 5月29日 - 「FULL CHORUS ～音楽は、フルコーラス～」（BSスカパー！）